# Колин
Ко́лин (чеш. Kolín, нем. Kolin) — город в Среднечешском крае Чехии, на реке Лабе. Является муниципалитетом с расширенными полномочиями и административным центром района Колин. Железнодорожный узел.

## История
Колин был основан Венцеславом I как Новая Колония в XIII веке. Его заселили немецкие колонисты. Окружавшая город местность была известна богатыми месторождениями серебряных руд, Колин претендовал на роль главного центра добычи серебра в Чехии. 
В 1261 году (год первого письменного упоминания о городе) Колин уже имел статус королевского города. В 1427 году он осаждён был войском гуситов под командованием Прокопа Великого, перед которым, в конечном счёте, капитулировал. В 1475—1488 годах Гинек из Подебрад, известный писатель эпохи Возрождения, сын Йиржи из Подебрад, жил в колинском замке.
В XVI веке Колин стал одним из главных центров книгопечатания Чехии, там был создан рукописный «Колинский канционал», выдающийся памятник истории чешской музыки, содержащий 353 гуситские песни.
18 июня 1757 года, во время Семилетней войны, близ города состоялось Колинское сражение между 54-тысячной австрийской армией под командованием фельдмаршала Дауна и 35-тысячной прусской армией, возглавляемой королем Пруссии Фридрихом II и князем Морицем фон Дессау.
В XV — начале XX вв. Колин имел одну из самых крупных еврейских общин на территории Чехии; во время Второй мировой войны почти вся она была уничтожена в концлагере Терезин; войну пережили только 60 колинских евреев.

## Промышленность
- Машиностроение:
  - вагоностроение;
  - производство электротехнического оборудования;
  - автозавод Toyota Motor Manufacturing Czech;
- Химическая и пищевая промышленность.

В Колине под торговой маркой Uragan D2 до сих пор производится средство, известное под названием «Циклон Б» (нем. Zyklon B), — продукт химической промышленности Германии, использовавшийся для массового убийства в газовых камерах лагерей смерти.
Также в посёлке Велим под Колином в 1970—1980-е гг. производилась известная в социалистических странах жевательная резинка Pedro.

## Достопримечательности
Город известен своим готическим костелом Святого Варфоломея (построен во второй половине XIV века Петером Парлером), а также синагогой в стиле барокко, окна витражные. Интерьер декорирован своеобразными рельефными лозами.
В городе ежегодно проходит фестиваль фольклорной музыки — «Кмохув Колин».

## Население
| 1869    | 1869    | 1880    | 1880    | 1890    | 1900    | 1910    | 1921    | 1930    | 1930    | 1950    | 1950    |
| ------- | ------- | ------- | ------- | ------- | ------- | ------- | ------- | ------- | ------- | ------- | ------- |
| 10 239  | ↘9473   | ↗12 538 | ↘11 636 | ↗14 481 | ↗16 339 | ↗18 138 | ↘18 029 | ↗20 568 | ↘18 488 | ↗22 528 | ↘20 507 |
| 1961    | 1961    | 1970    | 1970    | 1980    | 1980    | 1991    | 1991    | 2001    | 2012    | 2014    | 2016    |
| ↗23 475 | ↗25 301 | ↗26 796 | ↗28 538 | ↗32 501 | ↘30 921 | ↗31 595 | →31 595 | ↘30 258 | ↗31 020 | ↗31 026 | ↘30 995 |
| 2017    | 2018    | 2019    | 2020    | 2021    | 2021    | 2022    | 2023    | 2024    | 2025    |         |         |
| ↗31 123 | ↗31 355 | ↗31 690 | ↗31 973 | ↗32 490 | ↘31 950 | ↗32 046 | ↗33 289 | ↘33 229 | ↗33 444 |         |         |

## Археология
Глиняная посуда культуры Бошака (Bošáca culture) из Колина свидетельствует о контакте постбаденских культур в конце периода среднего энеолита (3200—2800 лет до н. э.). В ходе многолетних исследований объездной дороги Колина был обнаружен ряд поликультурных объектов, среди которых также были объекты, содержащие как бошацкую культуру, так и керамику культуры Ржевнача (Řivnáč culture pottery).
По характеру и деталям погребальной обрядности ориентированные на запад древнейшие труположения в Киеве и на Среднем Поднепровье имеют прямые аналогии в раннехристианских памятниках на территории Великой Моравии в Скалице, Старом месте, Микульчице, Поганьско, Стара-Коуржим, Колине и Желенках. С. С. Ширинский, отмечая сходство инвентаря, писал о полной идентичности дружинных могил Киева и Чернигова погребениям в Великой Моравии.

## Города-побратимы
- Дитикон, Швейцария
- Каменц, Германия

## Известные уроженцы
- Любош Добровский (1932—2020) — политический и государственный деятель.
- Милош Земан (род. 1944) — 3-й президент Чехии.